# Himeji
La ciudad de Himeji (姫路市 Himeji-shi?) es una ciudad localizada en la prefectura de Hyōgo, Japón. Tiene un área de 534,27 km² y una población de 535.571 habitantes (2008).
En esta ciudad se localiza el Castillo Himeji, declarado Patrimonio de la Humanidad por la Unesco. También existen otras atracciones como el templo Engyō-ji y el parque central de Himeji.

## Ciudades hermanadas
Himeji mantiene un hermanamiento de ciudades con:

### En Japón
- Matsumoto, en la Nagano, Japón.
- Tottori, en la Tottori, Japón.

### En otros países
- Adelaida, Australia Meridional, Australia.
- Changwon, Gyeongsang del Sur, Corea del Sur.
- Charleroi, Valonia, Henao, Bélgica.
- Curitiba, Paraná, Brasil.
- Phoenix, Arizona, Estados Unidos de América.
- Taiyuan, Shanxi, República Popular de China.